# Би Би Си 1
BBC One е британски безплатен обществен телевизионен канал, притежаван и управляван от BBC. Това е водещият канал на корпорацията и е известен с излъчването на мейнстрийм програми, които включват телевизионни бюлетини на BBC News, драма и развлечения в праймтайма и събития на живо на BBC Sport.
BBC One стартира на 2 ноември 1936 г. под името BBC Television Service, което е първата в света редовна телевизионна услуга с висока резолюция на изображението. Преименуван е на BBC TV през 1960 г. и използва това име до стартирането на втория канал на BBC, BBC2, през 1964 г. След това основният канал става известен като BBC1. Каналът приема настоящето име BBC One през 1997 г.
Годишният бюджет на канала за 2012–2013 г. е £1,14 милиарда. Финансира се от таксата за телевизионен лиценз заедно с другите местни телевизионни станции на BBC и показва непрекъснато програмиране без комерсиална реклама. Телевизионният канал има най-висок дял на обхват от всички оператори в Обединеното кралство към 2019 г., изпреварвайки своя традиционен съперник за лидерство в рейтингите ITV. През 2013 г. голямо глобално проучване на BBC от социологическата организация Populus установява, че BBC One е оценен като най-качественият телевизионен канал в света, като BBC Two е на трето място.